# Lorena Amkie
Lorena Amkie Cheirif (Ciudad de México, 17 de agosto de 1981) es una escritora y comunicóloga mexicana, conocida principalmente por su saga Gothic Doll. Actualmente también cuenta con un canal en Youtube.

## Biografía
Lorena nació en la Ciudad de México el 17 de agosto de 1981. Su madre, una terapeuta infantil, ayudó a que desarrollara el gusto por la escritura usando técnicas con ella desde que tenía cinco años de edad. Con el apoyo de sus dos padres hacia su pasión por la lectura, Lorena escribió su primera novela a los veinte años, finalizándola hasta tener veintisiete. Inicialmente deseando estudiar Literatura o Filosofía, decidió optar por la licenciatura en Comunicación, pensando que con alguna de esas carreras no podría obtener un empleo. Trabajó en una revista por un tiempo, hasta obtener una beca por parte del Estado de México para escribir. Con ella, comenzó a dedicarse de tiempo completo a la literatura.
Lorena disfruta leer literatura juvenil, y admira a autores como Benito Taibo y Álvaro Enrigue. Durante sus días de estudiante, llegó a ser víctima de acoso escolar, una experiencia en la que años más tarde se basaría para escribir una de sus novelas.
Su primer libro, Gothic Doll, se publicó en 2011, vendió más de veinte mil copias y marcó el inicio de su primera trilogía, la cual continuó con Gothic Soul y Gothic Fate, además de Gothic More, un complemento que marcó el final de la saga en 2014. La trama, una historia sobre una adolescente vampira y su enfrentamiento a la realidad, nació de su gusto por el tema de los vampiros.
Su siguiente novela, El Club de los Perdedores, se publicó en 2015 con buena recepción comercial. Basada en sus propias experiencias, pero también en el frecuente contacto con sus lectores, Lorena exploró temas como el acoso escolar y la búsqueda de identidad.
Además de publicar sus libros, Lorena se ha destacado por promover la lectura hacia el público joven, a través de diversos festivales, ferias y sus redes sociales.
Desde el año 2016 Lorena crea su canal oficial en YouTube, donde se dedica a dar consejos y tips a escritores principiantes.

## Obra
| Año  | Título                              | Editorial                | ISBN              | Notas                                                            |
| ---- | ----------------------------------- | ------------------------ | ----------------- | ---------------------------------------------------------------- |
| 2010 | Gothic Doll (En los brazos de Mael) | Ediciones B              |                   | Reeditado por Planeta en 2012                                    |
| 2012 | Gothic Soul (El retorno de Maya)    | Destino                  |                   |                                                                  |
| 2013 | Gothic Fate (La última elegía)      | Destino                  |                   |                                                                  |
| 2014 | Gothic More                         | Destino                  |                   | Apuntes de la autora con respecto a la trilogía Gothic Doll      |
| 2015 | El Club de los Perdedores           | Destino                  | 978-84-08-15959-9 |                                                                  |
| 2015 | Relatos de Impunidad                | Para Leer en Libertad AC |                   | Publicación gratuita                                             |
| 2016 | Las Catrinas                        | Destino                  | 978-607-07-3618-6 | La protagonista aparece en el libro "El Club de los Perdedores". |
| 2017 | Esta es mi pinche Biblia            | Panamericana             | 9789583053870     | Escrito junto a Ricardo Farías                                   |
| 2018 | No te mueras, Eli                   | SM de Ediciones          |                   |                                                                  |
| 2019 | Sirenas                             | Ediciones B              |                   |                                                                  |
| 2020 | Mujer Mutante Busca                 | Amiba Ediciones          |                   |                                                                  |